# 美魔女
美魔女（びまじょ）一詞源自於日本光文社所發行的時尚雜誌《美STORY》，意思是指「美麗且不分年齡的女性，就像女巫般施展魔法使自己看起來不會變老且永保美麗」。

## 背景
2009年8月，《美STORY》製作了「不分年齡的女性保養習慣」單元，但對每個人的定義不同，有些人認為主題是女性如何保養並且保持美麗，有些人則認為是宣揚不分年齡的女性之美。《美STORY》網站上以「7位美魔女的會議」的標題開始這項生活提案，並且以每個月一次的方式推出雜誌，而「美魔女」這個詞也漸漸變得普遍。這7位美魔女分別是：松島三季、水谷雅子、吉田貴子、上田實繪子、吉田真希子、山本未奈子、潤子ララビュール。創造「美魔女」一詞的《美STORY》總編輯山本由樹，開啟了這項風潮，並且也以「國民的美魔女選拔」開始日本各地素人的美魔女選拔。2010年11月活動開始以來，已經在日本各地收集到2500名的女性，並且在電視節目中舉辦1個月1次的國民美魔女選拔，這項活動也使大部分的日本女性提高了對保養的重視。